# Hypercompe mielkei
Hypercompe mielkei är en fjärilsart som beskrevs av Watson 1984. Hypercompe mielkei ingår i släktet Hypercompe och familjen björnspinnare. Inga underarter finns listade i Catalogue of Life.